# Файнток, Дэвид
Дэвид Файнток (англ. David Feintuch, 21 июля 1944 — 16 марта 2006) — американский писатель, автор популярного цикла военной космооперы о приключениях Николаса Сифорта ("Надежда гардемарина" и др.). Вырос в Нью-Йорке, был адвокатом, фотографом и торговцем антиквариатом.

## Жизнь и карьера
Сага Сифорта — военная космическая опера, вращающаяся вокруг главного героя Николаса Сифорта, офицера   Военно-Космического Флота Объединенных Наций. В книгах показано будущее человеческое общество, в котором доминирует единая Церковь. Главный герой офицер военно-космического флота, стремящийся всегда выполнять свои обязанности, во имя Флота и во имя Господа. Серия книг и главный персонаж вдохновлены романами С. С. Форестера о Горацио Хорнбауэре. Незадолго до смерти автор объявил на своем веб-сайте, что восьмая книга Надежда Галахада была закончена и была на стадии публикации, настоящее состояние книги остается неизвестным. Книги из серии Сага Сифорта были переведены на русский, немецкий, японский, испанский и чешский (опубликованы Talpress). 
Фэйнток — лауреат премии Джона Кэмпбелла 1996 года как "лучший новый автор научной фантастики". К его трудам относятся научно-фантастическая сага о Сифорте и фантастическая серия "Родриго из Каледона". Его литературные работы были признаны и выделены Мичиганским Государственным Университетом в своих писательских сериях.

## Опубликованные работы

### Сага Сифорта
1. Надежда гардемарина (1994)
2. Надежда "Дерзкого" (1995)
3. Надежда узника (1995)
4. Надежда победителя (1996)
5. Надежда смертника (1996)
6. Надежда патриарха (1999)
7. Надежда детей (2001)

### Родриго из Каледона
1. Пока (1997)
2. Король (2002)
1. 1 2  David Feintuch // Internet Speculative Fiction Database (англ.) — 1995.
2. ↑  Чешская национальная авторитетная база данных
3. ↑  http://www.lsj.com/apps/pbcs.dll/classifieds?category=obits